# Bahçelievler
Bahçelievler é um grande distrito residencial de Istambul, na Turquia, situado na parte europeia da cidade. Sua superfície ocupa 5% de Istambul e tem uma população de 571 683 habitantes (2008). Se encontra ao norte do distrito de Bakırköy.